# Jüdischer Friedhof (Nörten)

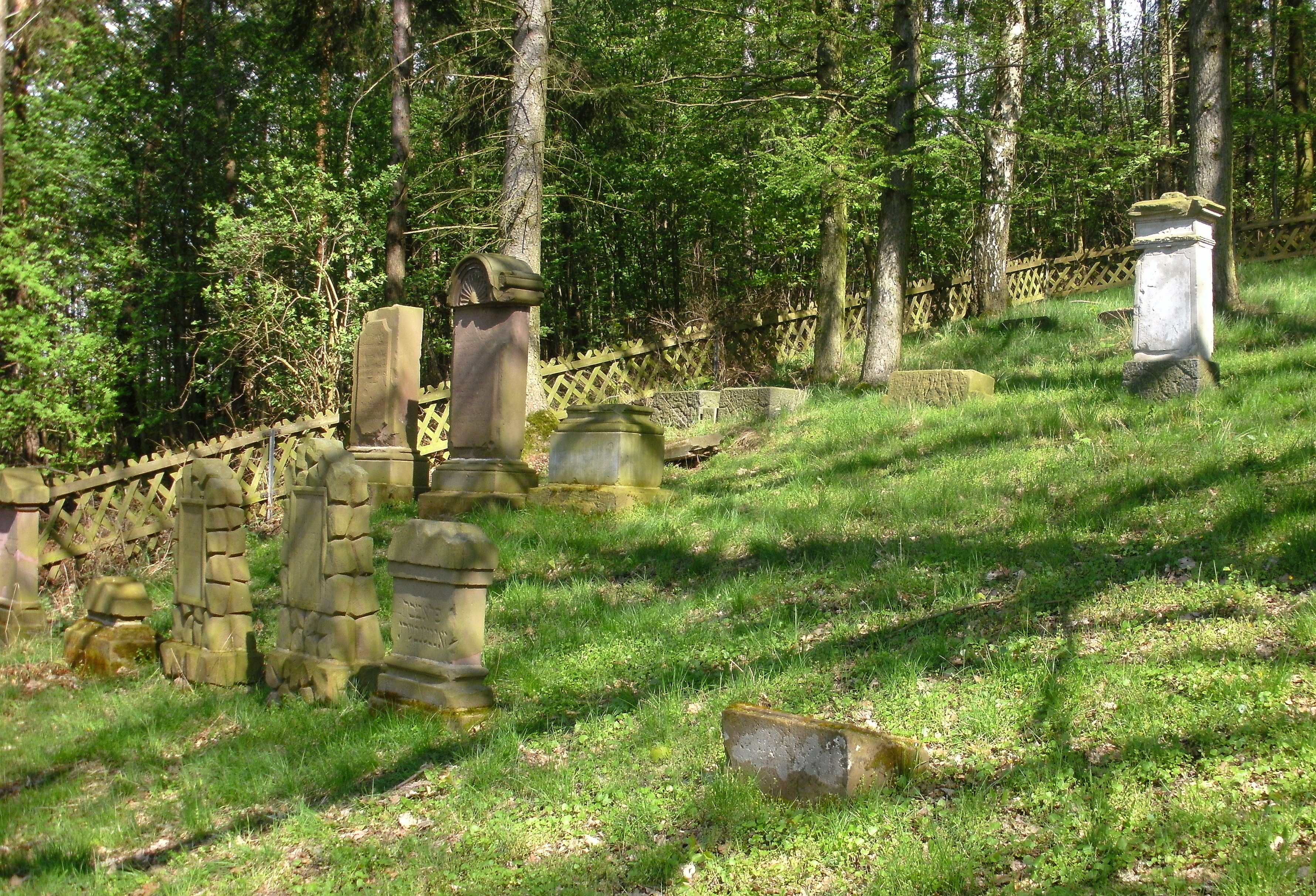
Der jüdische Friedhof in Nörten-Hardenberg

Der Jüdische Friedhof Nörten ist ein jüdischer Friedhof im niedersächsischen Flecken Nörten-Hardenberg im Landkreis Northeim. Er ist ein geschütztes Kulturdenkmal.
Auf dem Friedhof, der von 1819 bis 1931 belegt wurde und am Judenkirchhof/Am Burgberg liegt, befinden sich 37 Grabsteine. Um 2020 bekam der Friedhof eine neue Umzäunung sowie ein repräsentatives Eingangstor.